# Attica (Ohio)
Attica es una villa ubicada en el condado de Seneca en el estado estadounidense de Ohio. En el Censo de 2010 tenía una población de 899 habitantes y una densidad poblacional de 516,53 personas por km².

## Geografía
Attica se encuentra ubicada en las coordenadas 41°3′46″N 82°53′13″O / 41.06278, -82.88694. Según la Oficina del Censo de los Estados Unidos, Attica tiene una superficie total de 1.74 km², de la cual 1.72 km² corresponden a tierra firme y (1.34%) 0.02 km² es agua.

## Demografía
Según el censo de 2010, había 899 personas residiendo en Attica. La densidad de población era de 516,53 hab./km². De los 899 habitantes, Attica estaba compuesto por el 96.33% blancos, el 0.78% eran afroamericanos, el 0% eran amerindios, el 0% eran asiáticos, el 0% eran isleños del Pacífico, el 0.22% eran de otras razas y el 2.67% pertenecían a dos o más razas. Del total de la población el 1.33% eran hispanos o latinos de cualquier raza.